# Ersnäs IF
Ersnäs IF, bildad 1933, är en fotbollsklubb från Ersnäs i Luleå kommun i Sverige. Klubbens hemmaarena heter Pålbacka IP.
2023 spelar Ersnäs IF:s herrlag i Division 4 Norrbotten Södra.